# Vicente Alcalá Galiano
Vicente Alcalá Galiano (Doña Mencía, Província de Córdoba, Andaluzia, Espanha, 1757 — Cádiz, 1810) foi um militar, matemático e economista espanhol.
Foi também escritor e cientista, destacando em Física e outros ramos. Morreu em Cádiz por causa da epidemia de febre amarela.